# Circonscription de Taroudant-Nord
La circonscription de Taroudant-Nord est l'une des deux circonscriptions législatives marocaines de la province de Taroudant située en région Souss-Massa. Elle est représentée dans la Xe législature par Mustapha El Kourdi, Abdellatif Ouahbi et Moulay Abderrahman Blila.

## Historique des députations
| Législature | Début de mandat  | Fin de mandat    | Députés | Députés                 | Députés | Députés              | Députés | Députés                  |
| ----------- | ---------------- | ---------------- | ------- | ----------------------- | ------- | -------------------- | ------- | ------------------------ |
| IXe         | 26 novembre 2011 | 7 octobre 2016   |         | Abdellatif Ouahbi (PAM) |         | Hamid El Behja (RNI) |         | Lahbib Boubekri (PI)     |
| Xe          | 8 octobre 2016   | 8 septembre 2021 |         | Abdellatif Ouahbi (PAM) |         | Hamid El Behja (RNI) |         | Mustapha El Kourdi (PJD) |
| XIe         | 9 septembre 2021 | ?                |         | Abdellatif Ouahbi (PAM) |         | Lahcen Saadi (RNI)   |         | Abdelaziz Bahja (PI)     |

## Historique des élections

### Découpage électoral d'octobre 2011

#### Élections de 2016
| Parti       | Parti                                         | Voix    | %      | Député(s) élus     |  |
| ----------- | --------------------------------------------- | ------- | ------ | ------------------ |  |
|             | Rassemblement national des indépendants (RNI) | 29 587  | 35,36  | Hamid El Behja     |  |
|             | Parti de la justice et du développement (PJD) | 19 138  | 22,87  | Mustapha El Kourdi |  |
|             | Parti authenticité et modernité (PAM)         | 15 512  | 18,54  | Abdellatif Ouahbi  |  |
|             | Parti de l'Istiqlal (PI)                      | 11 894  | 14,21  |                    |  |
|             | Union constitutionnelle (UC)                  | 3 459   | 4,13   |                    |  |
|             | Parti du progrès et du socialisme (PPS)       | 2 027   | 2,42   |                    |  |
|             | Front des forces démocratiques (FFD)          | 660     | 0,79   |                    |  |
|             | Union socialiste des forces populaires (USFP) | 515     | 0,62   |                    |  |
|             | Fédération de la gauche démocratique (FGD)    | 430     | 0,51   |                    |  |
|             | Parti Al Ahd Addimocrati (AHD)                | 239     | 0,29   |                    |  |
|             | Mouvement populaire (MP)                      | 158     | 0,19   |                    |  |
|             | Parti de la réforme et du développement (PRD) | 56      | 0,07   |                    |  |
|             |                                               |         |        |                    |  |
| Inscrits    | Inscrits                                      | 160 328 | 100,00 |                    |  |
| Abstentions | Abstentions                                   | 76 653  | 47,81  |                    |  |
| Exprimés    | Exprimés                                      | 83 675  | 52,19  |                    |  |

#### Élections de 2021
| Parti       | Parti                                         | Voix    | %      | Députés élus      |  |
| ----------- | --------------------------------------------- | ------- | ------ | ----------------- |  |
|             | Rassemblement national des indépendants (RNI) | 56 693  | 44,09  | Lahcen Saadi      |  |
|             | Parti de l'Istiqlal (PI)                      | 32 751  | 25,47  | Abdelaziz Bahja   |  |
|             | Parti authenticité et modernité (PAM)         | 29 624  | 23,04  | Abdellatif Ouahbi |  |
|             | Parti de la justice et du développement (PJD) | 5 725   | 4,45   |                   |  |
|             | Union constitutionnelle (UC)                  | 2 175   | 1,69   |                   |  |
|             | Union socialiste des forces populaires (USFP) | 1 165   | 0,91   |                   |  |
|             | Mouvement populaire (MP)                      | 330     | 0,26   |                   |  |
|             | Parti socialiste unifié (PSU)                 | 132     | 0,10   |                   |  |
|             |                                               |         |        |                   |  |
| Inscrits    | Inscrits                                      | 188 114 | 100,00 |                   |  |
| Abstentions | Abstentions                                   | 59 519  | 31,64  |                   |  |
| Exprimés    | Exprimés                                      | 128 595 | 68,36  |                   |  |